# بخش گوداوری شرقی
بخش گوداوری شرقی (به انگلیسی: East Godavari district) یک بخش در هند است که در آندرا پرادش واقع شده‌است. بخش گوداوری شرقی ۵٬۱۵۱٬۵۴۹ نفر جمعیت دارد.